# Макронуклеус

Строение Инфузория-туфелька|инфузории-туфельки (Paramecium caudatum). Макронуклеус обозначен цифрой 10.

Макронукле́ус, или вегетати́вное ядро́  — крупное ядро клеток инфузорий. В интерфазе именно в этом ядре происходят процессы транскрипции РНК, значит, макронуклеус управляет жизнедеятельностью неделящейся клетки.
В ходе конъюгации старый макронуклеус разрушается, а новый образуется в ходе эндомитотических делений дочернего ядра синкариона, поэтому он высокополиплоиден. Макронуклеус содержит сотни хромосом и их копий. 
У макронуклеуса не обнаружен механизм, обеспечивающий равное разделение генетического материала в ходе деления ядра, поэтому то, как клетка сохраняет сбалансированный геном в процессе делений, остаётся загадкой.